# Архипенко, Владимир Васильевич
Влади́мир Васи́льевич Архи́пенко (1 декабря 1943, город Каменск-Уральский — 15 октября 2024, город Москва) — заслуженный лётчик-испытатель СССР (18 декабря 1991).

## Биография
Родился 1 декабря 1943 года в городе Каменск-Уральский Свердловской области. В 1959—1961 годах работал слесарем-лекальщиком на заводе.
В 1967 году окончил Харьковский авиационный институт. Занимался парашютным и планерным спортом в Харьковском аэроклубе.
В 1967—1972 годах работал бортинженером-испытателем в ОКБ О. К. Антонова. Одновременно с работой занимался самолётным спортом в Киевском аэроклубе. В 1971 году экстерном окончил Калужскую центральную объединённую лётно-техническую школу ДОСААФ, в 1972 году — Луганский учебный авиационный центр.
В 1972—1974 годах работал пилотом транспортного отряда Киевского авиазавода. В 1973 году окончил Кировоградское лётное училище гражданской авиации, в 1975 году — Школу лётчиков-испытателей.
В 1975—1995 — лётчик-испытатель Экспериментального машиностроительного завода имени В. М. Мясищева (в 1988—1995 годах — старший лётчик-испытатель завода). Поднял в небо и провёл испытания третьего экземпляра высотного самолёта М-17 (первый полёт — 20 марта 1985 года) и второго экземпляра высотного самолёта М-55 (первый полёт — 31 июля 1990 года). Провёл испытания пушечного вооружения и оптико-электронного прицельно-навигационного комплекса для борьбы с высотными аэростатами на самолёте Ту-16ЛЛ. Участвовал в испытаниях самолёта ВМ-Т с различными грузами, самолёта 3М с крылатыми ракетами КСР-5, провёл ряд испытательных работ на самолётах Ил-22, Ил-38 и Ил-78.
Жил в Москве. Умер 15 октября 2024 года. Похоронен на кладбище в селе Малахово Раменского района Московской области.

## Мировые авиационные рекорды
В 1990 году установил 7 мировых авиационных рекордов высоты, скороподъёмности и скорости на самолёте М-17.
| № | Дата       | Класс ФАИ      | ID ФАИ | Самолёт | Наименование рекорда                  | Результат      |
| - | ---------- | -------------- | ------ | ------- | ------------------------------------- | -------------- |
| 1 | 28.03.1990 | C-1-i, гр. III | 2243   | М-17    | Высота полёта                         | 21.830 м       |
| 2 | 28.03.1990 | C-1-i, гр. III | 2242   | М-17    | Высота горизонтального полёта         | 21.830 м       |
| 3 | 30.03.1990 | C-1-i, гр. III | 8896   | М-17    | Скорость на 100-км замкнутом маршруте | 589,00 км/ч    |
| 4 | 06.04.1990 | C-1-i, гр. III | 8608   | М-17    | Время набора высоты 9.000 м           | 5 мин 46,54 с  |
| 5 | 06.04.1990 | C-1-i, гр. III | 8607   | М-17    | Время набора высоты 12.000 м          | 7 мин 41,21 с  |
| 6 | 06.04.1990 | C-1-i, гр. III | 8606   | М-17    | Время набора высоты 20.000 м          | 21 мин 57,95 с |
| 7 | 18.04.1990 | C-1-i, гр. III | 8863   | М-17    | Скорость на 500-км замкнутом маршруте | 734,30 км/ч    |

Класс C-1-i – сухопутные самолёты с взлётным весом от 16.000 кг до 20.000 кг.

Группа III – летательные аппараты с турбореактивными двигателями.

## Награды и звания
- Заслуженный лётчик-испытатель СССР (18.12.1991)
- орден Трудового Красного Знамени (7.08.1986)
- медали